# Бородатковые (триба)
Бородатковые (лат. Pogonieae) — триба однодольных растений семейства Орхидные (Orchidaceae).

## Краткое описание и ареал
Представители трибы — травянистые растения.
Отличительной чертой трибы является наличие полого стебля и отсутствие микотрофных растений среди видов, включённых в неё.
Корни тонкие, волокнистые. Веламен отсутствует. Цветки коричневого, жёлтого, белого цвета. Лепестки не сросшиеся. Пестик тонкий; тычинки изогнуты под углом 90° к пестику.
Большинство представителей трибы обитают преимущественно в Южной Америке; относительно малое количество видов встречается в Северной Америке и Восточной Азии.

## Роды
По данным NCBI, триба включает в себя следующие роды:
- Cleistes Rich. — Клейстес
- Cleistesiopsis Pansarin & F.Barros — Клейстесиопсис
- Duckeella Porto & Brade — Дукеела
- Isotria Raf. — Изотрия
- Pogonia Juss. — Бородатка typus
- Pogoniopsis Rchb.f. — Погониопсис

## Галерея

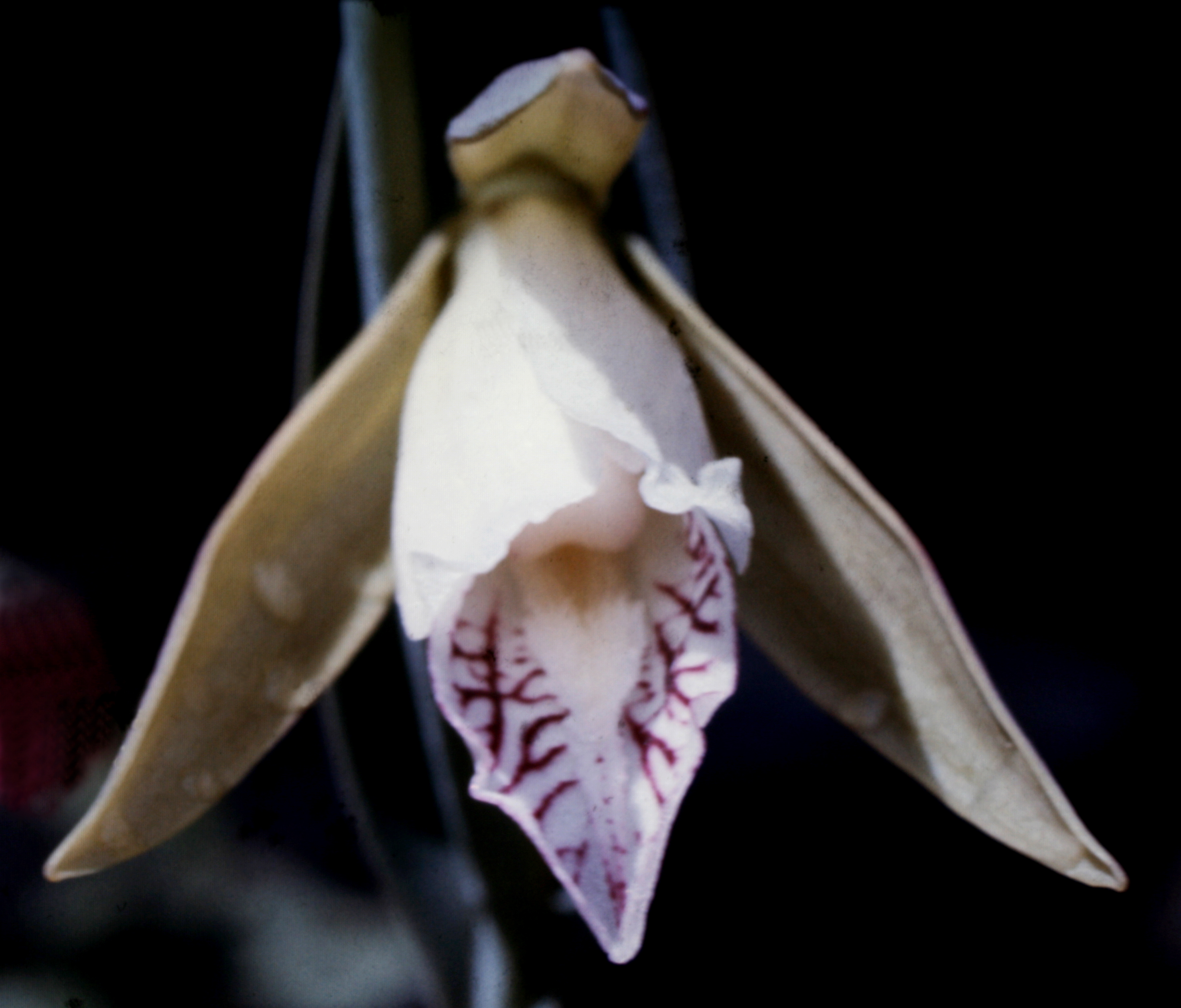
Клейстес розовый
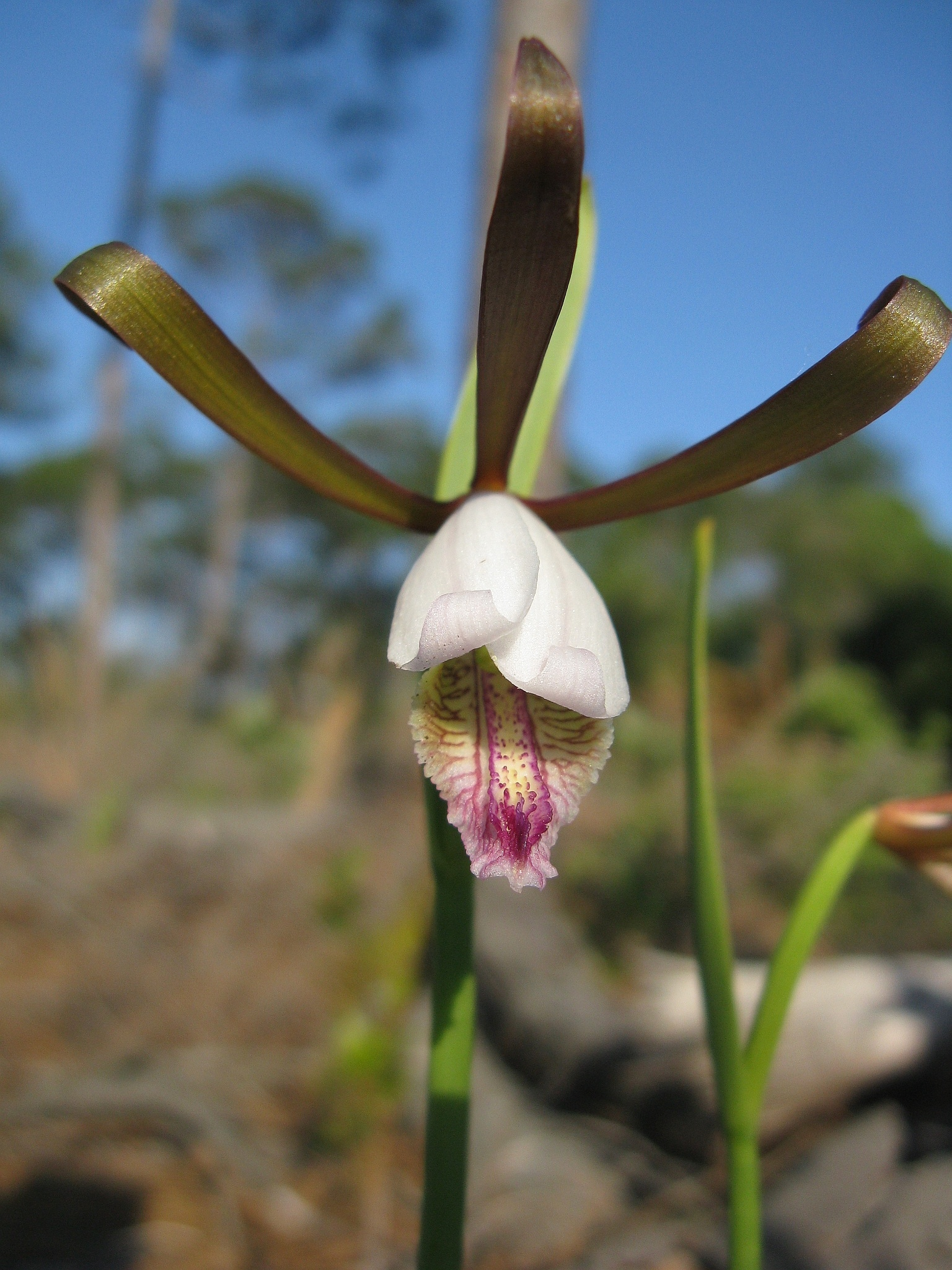
Cleistesiopsis divaricata
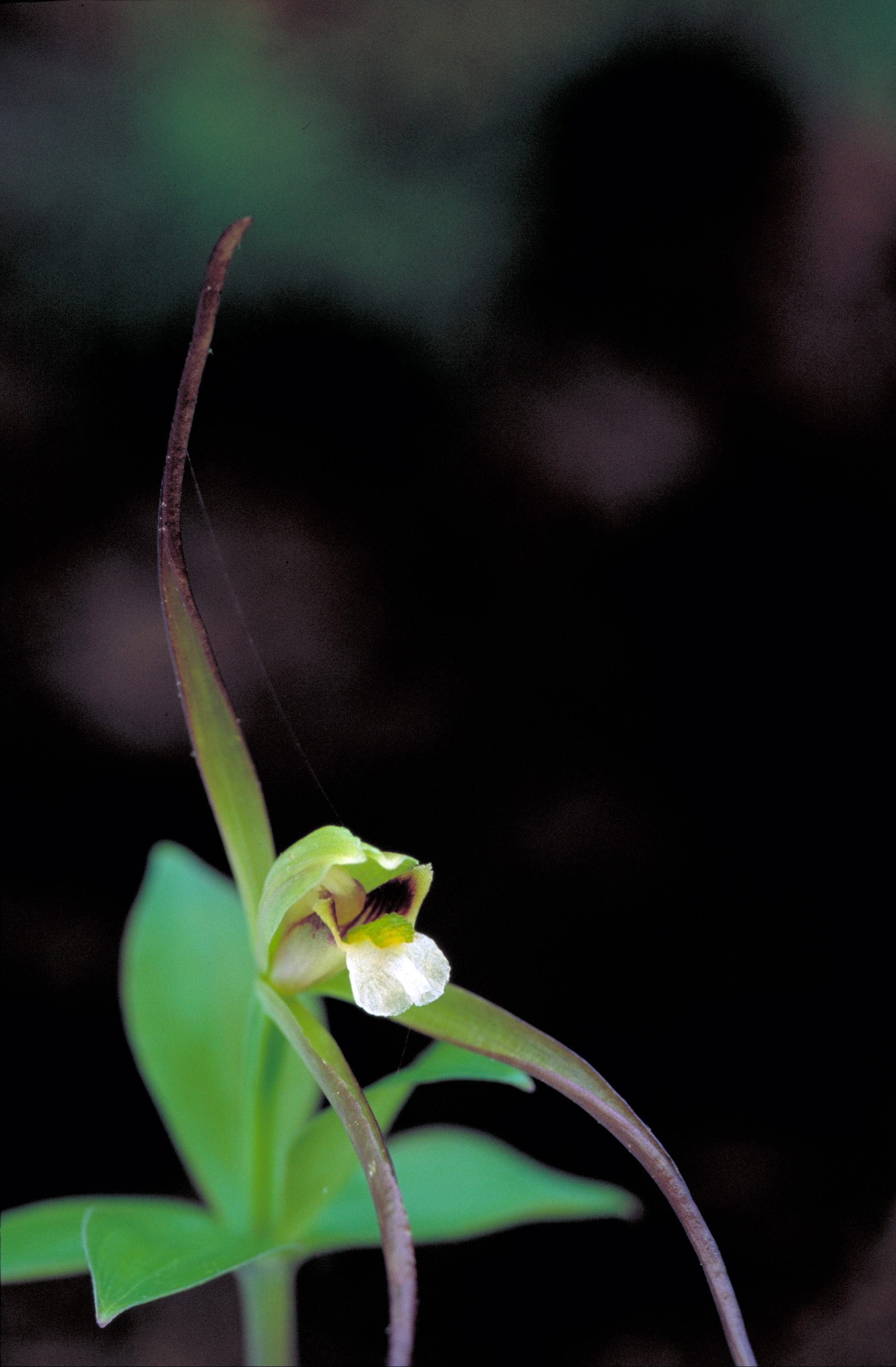
Isotria verticillata
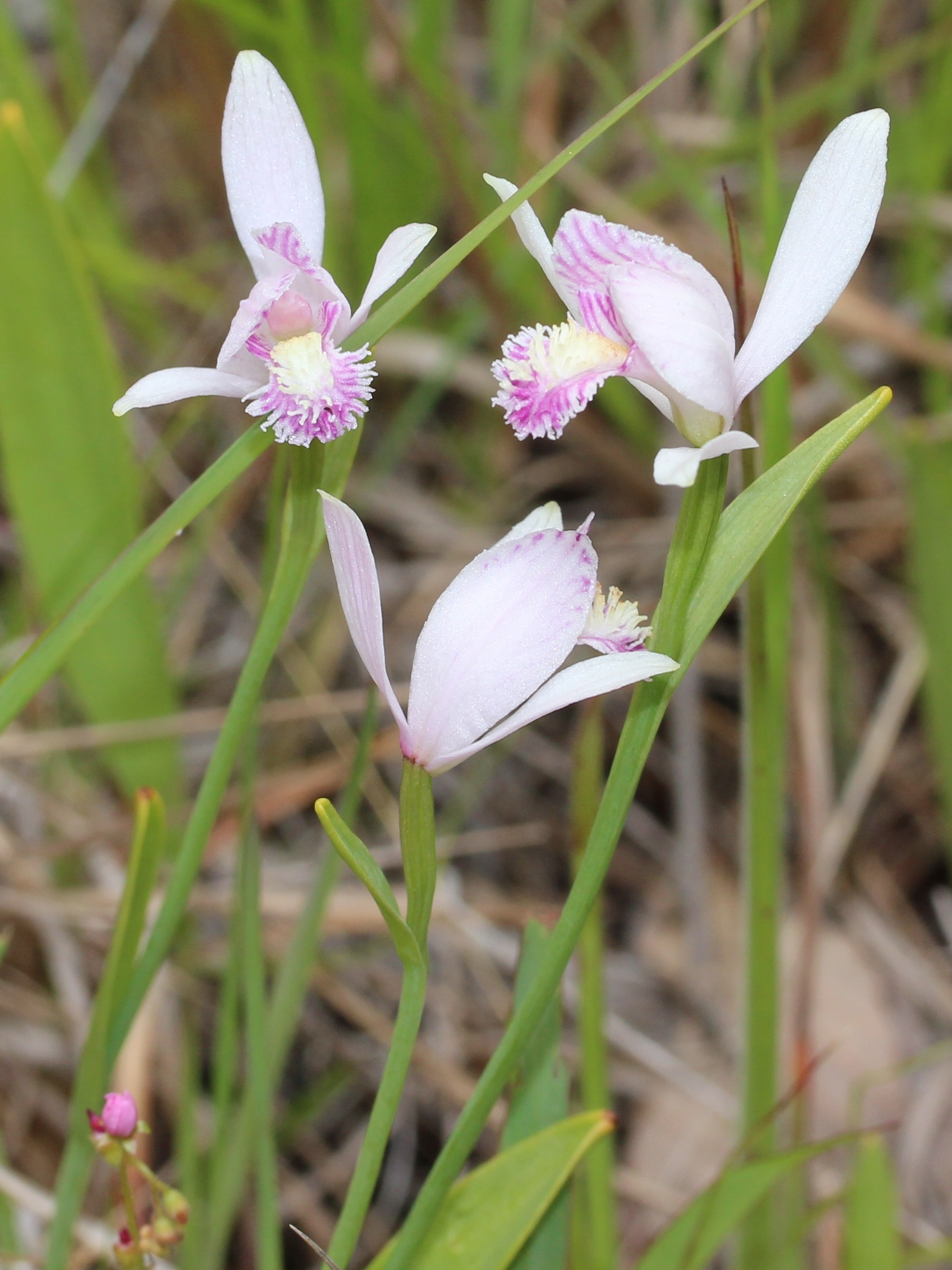
Бородатка японская
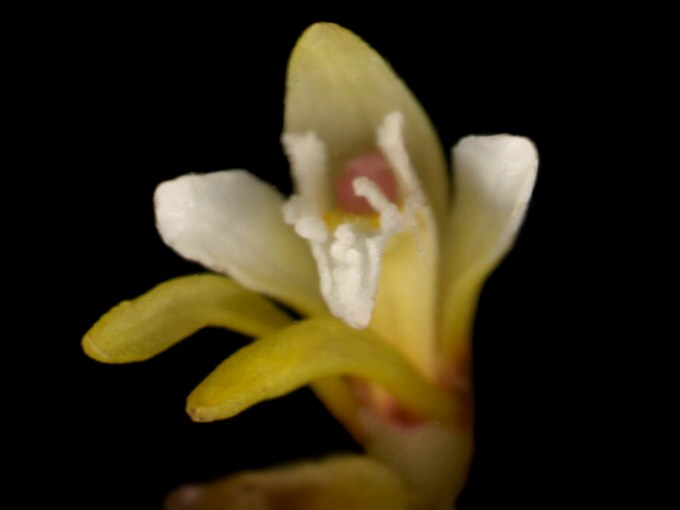
Pogoniopsis schenkii